# Сечењ
Сечењ (мађ. Szécsény, слч. Sečany) град је у крајње северној Мађарској. Сечењ је град у оквиру жупаније Ноград.
Град је имао 6.009 становника према подацима из 2008. године.

## Географија
Град Сечењ се налази у крајње северном делу Мађарске, близу границе са Словачком (4 км северно). Град је од престонице Будимпеште удаљен око 110 километара северно.
Сечењ се налази у јужном, мађарском подручју Татри. Град је смештен у долини реке Ипељ, која је истовремено и граница између Мађарске и Словачке. Надморска висина места је око 175 m. Јужно од града се издижу побрђа Черхат и Бержењ.

## Галерија
- Главно раскршће Сечења
- Дворац у Сечењу
- Фрањевачки манастир
- Градска евангелистичка црква